# Soalkuchi
Soalkuchi är en ort i Indien.   Den ligger i distriktet Kāmrūp och delstaten Assam, i den östra delen av landet, 1 400 km öster om huvudstaden New Delhi. Soalkuchi ligger 55 meter över havet och antalet invånare är 13 917.
Terrängen runt Soalkuchi är platt. Runt Soalkuchi är det mycket tätbefolkat, med 5 206 invånare per kvadratkilometer. Närmaste större samhälle är Guwahati, 17,5 km öster om Soalkuchi. Trakten runt Soalkuchi består till största delen av jordbruksmark.